# Morti nel 2003/Ottobre
| Questa pagina contiene informazioni ricavate automaticamente dalle voci biografiche con l'ausilio del template Bio e di un bot. L'aggiornamento è periodico e automatico e ricostruisce completamente la pagina. Se manca una persona in questa lista, sei pregato di non aggiungerla, ma accertati piuttosto che la sua voce biografica contenga il template Bio e che i dati anagrafici siano correttamente compilati. Se il template Bio manca, inseriscilo tu stesso o, in alternativa, metti l'avviso {{tmp\|Bio}} che ne segnala la mancanza. Se i dati riportati sono sbagliati, correggi direttamente la voce biografica; le modifiche saranno visibili in questa lista entro pochi giorni. Per chiarimenti vedi il progetto biografie. La lista contiene solo le 133 persone che sono citate nell'enciclopedia e per le quali è stato implementato correttamente il template Bio. Pagina aggiornata al 10 ago 2025. |

- 1º ottobre - Beate Hasenau, attrice e doppiatrice tedesca (n. 1936)
- 1º ottobre - Chubby Jackson, contrabbassista statunitense (n. 1918)
- 1º ottobre - Giovanni Semerano, chimico italiano (n. 1907)
- 2 ottobre - Milan Bjegojević, cestista e allenatore di pallacanestro jugoslavo (n. 1928)
- 2 ottobre - Remo Cerasa, ciclista su strada italiano (n. 1911)
- 2 ottobre - Otto Günsche, militare tedesco (n. 1917)
- 2 ottobre - Baldassarre Molossi, giornalista e scrittore italiano (n. 1927)
- 2 ottobre - Gunther Philipp, attore, nuotatore e medico austriaco (n. 1918)
- 3 ottobre - Cheung Yiu Lun, calciatore hongkonghese (n. 1978)
- 3 ottobre - J.D. Kimball, cantante statunitense (n. 1958)
- 3 ottobre - Gustav Sjöberg, calciatore e allenatore di calcio svedese (n. 1913)
- 3 ottobre - Florence Stanley, attrice statunitense (n. 1924)
- 3 ottobre - William Steig, illustratore, scultore e scrittore statunitense (n. 1907)
- 4 ottobre - Sid McMath, politico e militare statunitense (n. 1912)
- 4 ottobre - Elisabeta Rizea, partigiana romena (n. 1912)
- 5 ottobre - Wil van Beveren, velocista olandese (n. 1911)
- 5 ottobre - Frank J. Biondi, ingegnere statunitense (n. 1914)
- 5 ottobre - Timothy Treadwell, ambientalista statunitense (n. 1957)
- 5 ottobre - Neil Postman, sociologo statunitense (n. 1931)
- 5 ottobre - Denis Quilley, attore teatrale britannico (n. 1927)
- 5 ottobre - Annalena Tonelli, missionaria italiana (n. 1943)
- 6 ottobre - Joe Baker, calciatore e allenatore di calcio inglese (n. 1940)
- 6 ottobre - Armando Crispino, regista, sceneggiatore e critico cinematografico italiano (n. 1924)
- 6 ottobre - Charles Millot, attore francese (n. 1921)
- 7 ottobre - Ruth Halbsguth, nuotatrice tedesca (n. 1916)
- 7 ottobre - Eleanor Lambert, statunitense (n. 1903)
- 7 ottobre - Norodom Narindrapong, principe cambogiano (n. 1954)
- 7 ottobre - Maria Uva, patriota italiana (n. 1906)
- 9 ottobre - Lugano Bazzani, poeta italiano (n. 1916)
- 9 ottobre - Carl Fontana, trombonista statunitense (n. 1928)
- 9 ottobre - Ruth Hall, attrice statunitense (n. 1910)
- 9 ottobre - Carolyn Gold Heilbrun, scrittrice e attivista statunitense (n. 1926)
- 9 ottobre - Matt Roe, attore statunitense (n. 1952)
- 10 ottobre - Viola Burnham, politica e first lady guyanese (n. 1930)
- 10 ottobre - Eila Hiltunen, scultrice finlandese (n. 1922)
- 10 ottobre - Victoria Horne, attrice statunitense (n. 1911)
- 10 ottobre - Eugene Istomin, pianista statunitense (n. 1925)
- 10 ottobre - Julia Trevelyan Oman, costumista e scenografa britannica (n. 1930)
- 11 ottobre - Paolo Bozzi, psicologo, filosofo e musicista italiano (n. 1930)
- 11 ottobre - Omero Capanna, attore e stuntman italiano (n. 1942)
- 11 ottobre - Danilo Colombo, allenatore di calcio e calciatore italiano (n. 1935)
- 11 ottobre - Mario Scalise, iamatologo, traduttore e critico letterario italiano (n. 1924)
- 12 ottobre - Ram Gopal, ballerino e coreografo indiano
- 12 ottobre - Lee Kil-yong, calciatore sudcoreano (n. 1959)
- 12 ottobre - Marcus Payten, pilota motociclistico australiano (n. 1974)
- 12 ottobre - Renato Rinino, criminale italiano (n. 1962)
- 12 ottobre - Bill Shoemaker, fantino statunitense (n. 1931)
- 13 ottobre - Bertram Brockhouse, fisico canadese (n. 1918)
- 13 ottobre - Albino Buticchi, dirigente sportivo italiano (n. 1926)
- 13 ottobre - Walter Valdi, cantautore, cabarettista e attore italiano (n. 1930)
- 14 ottobre - Luigi Bongianino, vescovo cattolico italiano (n. 1919)
- 14 ottobre - Gheorghe Constantinide, cestista rumeno (n. 1928)
- 14 ottobre - Moktar Ould Daddah, politico mauritano (n. 1924)
- 15 ottobre - Gian Franco Campobasso, giurista italiano (n. 1942)
- 15 ottobre - Pierre Chanal, militare francese (n. 1946)
- 15 ottobre - Benny Lévy, filosofo e scrittore francese (n. 1945)
- 16 ottobre - Stu Hart, wrestler canadese (n. 1915)
- 16 ottobre - László Papp, pugile ungherese (n. 1926)
- 16 ottobre - Ignatius Jerome Strecker, arcivescovo cattolico statunitense (n. 1917)
- 16 ottobre - Carl Urbano, regista, animatore e produttore televisivo statunitense (n. 1910)
- 17 ottobre - Charlie Justice, giocatore di football americano statunitense (n. 1924)
- 17 ottobre - Janice Rule, attrice e ballerina statunitense (n. 1931)
- 17 ottobre - Gianluigi Stefanini, calciatore italiano (n. 1934)
- 17 ottobre - António Teixeira, calciatore portoghese (n. 1930)
- 18 ottobre - Rodolfo Freude, politico argentino (n. 1922)
- 18 ottobre - David Lodge, attore e circense britannico (n. 1921)
- 18 ottobre - Nello Pagani, pilota motociclistico e pilota automobilistico italiano (n. 1911)
- 18 ottobre - Jean Panzani, imprenditore italiano (n. 1911)
- 18 ottobre - Preston Smith, politico statunitense (n. 1912)
- 18 ottobre - Manuel Vázquez Montalbán, scrittore, saggista e giornalista spagnolo (n. 1939)
- 19 ottobre - Luciano Cavaleri, calciatore italiano (n. 1923)
- 19 ottobre - Jerzy Dowgird, cestista e allenatore di pallacanestro polacco (n. 1917)
- 19 ottobre - Road Warrior Hawk, wrestler statunitense (n. 1957)
- 19 ottobre - Alija Izetbegović, attivista, avvocato e filosofo bosniaco (n. 1925)
- 19 ottobre - Guy Rolfe, attore britannico (n. 1911)
- 19 ottobre - Georgij Nikolaevič Vladimov, scrittore e giornalista sovietico (n. 1931)
- 20 ottobre - Giulio Dolchi, politico e partigiano italiano (n. 1921)
- 20 ottobre - Jack Elam, attore statunitense (n. 1920)
- 20 ottobre - Radhia Haddad, attivista tunisina (n. 1922)
- 20 ottobre - Donald G. Jackson, regista e produttore cinematografico statunitense (n. 1943)
- 20 ottobre - Virgilio Marzot, dirigente sportivo italiano (n. 1925)
- 21 ottobre - Pietro Bettoli, calciatore italiano (n. 1925)
- 21 ottobre - Tomáš Pospíchal, calciatore e allenatore di calcio cecoslovacco (n. 1936)
- 21 ottobre - Elliott Smith, cantautore e musicista statunitense (n. 1969)
- 22 ottobre - Gabriella Gatti, soprano italiano (n. 1905)
- 22 ottobre - Santiago Massini, schermidore argentino (n. 1914)
- 22 ottobre - Philippe Ragueneau, giornalista e scrittore francese (n. 1917)
- 22 ottobre - Lilia Torriani, ginnasta italiana (n. 1920)
- 22 ottobre - Hiroshi Yoshimura, musicista e compositore giapponese (n. 1940)
- 23 ottobre - Bruno Beneck, giornalista, regista e dirigente sportivo italiano (n. 1915)
- 23 ottobre - Mario Cipriani, attore italiano (n. 1926)
- 23 ottobre - Nicolò Dallaporta, astrofisico italiano (n. 1910)
- 23 ottobre - Ivan Dmitriev, attore sovietico (n. 1915)
- 23 ottobre - Kevin Magee, cestista statunitense (n. 1959)
- 23 ottobre - Song Meiling, first lady cinese (n. 1898)
- 23 ottobre - Eraldo Volontè, sassofonista italiano (n. 1918)
- 24 ottobre - Paul Boudier, militare e aviatore francese (n. 1919)
- 24 ottobre - Mario Zucchelli, ingegnere italiano (n. 1944)
- 25 ottobre - Hank Beenders, cestista olandese (n. 1916)
- 25 ottobre - Veikko Hakulinen, fondista e biatleta finlandese (n. 1925)
- 25 ottobre - Mario Marcolla, operaio e scrittore italiano (n. 1929)
- 25 ottobre - Tadeusz Radwan, slittinista polacco (n. 1945)
- 25 ottobre - Robert Strassburg, direttore d'orchestra, compositore e musicologo statunitense (n. 1915)
- 25 ottobre - Mario Vitale, attore cinematografico italiano (n. 1928)
- 26 ottobre - Johnny Boyd, pilota automobilistico statunitense (n. 1926)
- 26 ottobre - Tone Ferenc, partigiano e storico sloveno (n. 1927)
- 26 ottobre - Leonid Filatov, attore e regista sovietico (n. 1946)
- 26 ottobre - Ėlem Germanovič Klimov, regista russo (n. 1933)
- 26 ottobre - Heinz Piontek, poeta, scrittore e traduttore tedesco (n. 1925)
- 26 ottobre - Jürgen Simon, pistard tedesco (n. 1938)
- 26 ottobre - Vigen, attore e cantante iraniano (n. 1929)
- 27 ottobre - Gino Armano, calciatore e allenatore di calcio italiano (n. 1927)
- 27 ottobre - John William Atkinson, psicologo statunitense (n. 1923)
- 27 ottobre - Sergio Ceravolo, politico italiano (n. 1923)
- 27 ottobre - Walter Washington, politico statunitense (n. 1915)
- 28 ottobre - Stefano Bicini, artista italiano (n. 1957)
- 28 ottobre - Pier Angelo Conti Manzini, canottiere italiano (n. 1946)
- 28 ottobre - Sidney Spence Culbert, esperantista statunitense (n. 1913)
- 28 ottobre - Michele D'Auria, religioso e militare italiano (n. 1915)
- 28 ottobre - Joseph Abou Mrad, calciatore e allenatore di calcio libanese (n. 1933)
- 29 ottobre - Carlo Belloli, poeta e critico d'arte italiano (n. 1922)
- 29 ottobre - Hal Clement, scrittore di fantascienza statunitense (n. 1922)
- 29 ottobre - Franco Corelli, tenore italiano (n. 1921)
- 29 ottobre - Gerrie Deijkers, calciatore olandese (n. 1946)
- 30 ottobre - Franco Bonisolli, tenore italiano (n. 1938)
- 30 ottobre - Ron Davies, cantautore statunitense (n. 1946)
- 30 ottobre - Alessandro Galante Garrone, storico, scrittore e magistrato italiano (n. 1909)
- 30 ottobre - Börje Leander, calciatore svedese (n. 1918)
- 30 ottobre - Steve O'Rourke, manager e pilota automobilistico britannico (n. 1940)
- 31 ottobre - José Juncosa, calciatore e allenatore di calcio spagnolo (n. 1922)
- 31 ottobre - Kamato Hongo, supercentenaria giapponese
- 31 ottobre - Antonio Medina García, scacchista spagnolo (n. 1919)
- 31 ottobre - Jiří Zmatlík, calciatore cecoslovacco (n. 1921)